# Dicranella ruttneri
Dicranella ruttneri là một loài Rêu trong họ Dicranaceae. Loài này được (J. Froehl.) B. C. Ho, B.C. Tan & Hernawati mô tả khoa học đầu tiên năm 2006.